# Гриценко Олександр Андрійович
Олекса́ндр Андрі́йович Грице́нко (29 серпня 1957, Ватутіне, Черкаська область, УРСР — 3 квітня 2020) — український поет і культуролог. Директор Українського центру культурних досліджень Мінкультури України (з липня 2002).

## Освіта
- Закінчив факультет кібернетики Київського державного університету ім. Т. Г. Шевченка, «економічна кібернетика» (1980)
- Закінчив аспірантуру там же. Захистив кандидатську дисертацію «Розробка інформаційного й програмного забезпечення задачі планування постачання місцевих будматеріалів».
- Стипендіат програми Фулбрайта (університет штату Пенсильванія, 1997), Центральноєвропейського університету (Будапешт, 2000), Міжнародної програми досліджень політики (Будапешт, 2002).

## Життєвий шлях
- 1980-90 — інженер, н.п. катедри економічної кібернетики, Київ. університет ім. Тараса Шевченка.
- 1990-92 — редактор відділу поезії та відділу критики журналу «Всесвіт».
- 05.1992-09.94 — радник Міністра культури України.
- 09.1994-07.2002 — директор Інституту культурної політики, Укр. центр культур. досліджень.

## Громадська робота
- Член НСПУ (1990),
- неодмінний секретар Київського наукового товариства ім. Петра Могили (з 1990).

## Сім'я
Дружина — Надія Гончаренко (1969), історик; дочка Анастасія (1980) — економіст.

## Твори
- «Карта будня» (збірка поезій), 1987
- «Культурна політика: концепції й досвід». — К.: ІДУС, 1994
- «Своя мудрість: Національна міфологія і громадянська релігія в Україні». — К.: УЦКД, 1998[2]
- «Нариси української популярної культури» (співавт., ред.-упорядник, 1998)
- «Герої і знаменитості в українській культурі» (1999, співавт., ред.-упорядник)
- «Культура і влада. Теорія і практика культурної політики в сучасному світі». — К.: УЦКД, 2000
- «Пророки, пірати, політики і публіка. Культурні індустрії та державна політика в сучасній Україні» (у співавт. із В. Солодовником) — К.: УЦКД, 2003
- «Пророки, пірати, політики і публіка. Культурні індустрії та державна політика в сучасній Україні» (2003, співавт.)
- «Пам'ять місцевого виробництва. Трансформація символічного простору та історичної пам'яті в малих містах України». — К: К. І. С., 2014 [Архівовано 23 грудня 2017 у Wayback Machine.]
- «Президенти і пам'ять. Політика пам'яті президентів України (1994—2014): підґрунтя, послання, реалізація, результати» (2017)
- Пегаси перебудови: Пародії, поезії, полеміка 1985—1991 років. — К: К. І.С, 2018. с. 138, ISBN 978-617-684-205-7
- «Декомунізація в Україні як державна політика і як соціокультурне явище». — К.: Інститут політичних і етнонаціональних досліджень ім. І. Ф. Кураса НАН України; Інститут культурології НАМ України, 2019. — 320 с. ISBN 978-966-02-9204-8 [Архівовано 4 серпня 2020 у Wayback Machine.]
- Співавт. проєкту «Концепції державної культурної політики України» (1995)

Член авторського колективу довідників:
- «Хто є хто в українській політиці» (1993, 1995, 1996) та
- «Хто є хто в Україні» (1997).

## Переклади
Перекладав українською мовою англійських та польських прозаїків і поетів, зокрема поезії Емілі Дікінсон, Т.-С. Еліота, Е.-Е. Каммінґса, прозу В. Ґомбровича, Станіслава Лема та інших.

### З польської
- Станіслав Лем. «Одна хвилина людства». — К.: «Всесвіт», 1988, № 4
- Станіслав Лем. «Розповідь першого розмороженого». — К.: «Всесвіт», 1989, № 8
- Вітольд Ґомбрович. «Порнографія». Переклад з польської: Олександр Гриценко. Журнал «Всесвіт», № 10 (766), 1992
- Вітольд Ґомбрович. «Порнографія». Переклад з польської: Гриценко Олександр. Львів: Видавництво Старого Лева, 2015. 168 стор. ISBN 978-617-679-146-1

### З англійської
- Алістер Маклін. «Куди залітають лиш орли» (у співавт. з Максимом Стріхою). Серія «Бібліотека „Всесвіту“», 1992
- Джон Гендс. Перебудова Господня (у співавт. з Максимом Стріхою і Соломією Павличко). — К: "Всесвіт, 1993, № 1, 2
- Джон Кін. «Мас-медіа і демократія» (пер. у співавт. з Н.Гончаренко). — К.: К. І. С., 1999
- Джон Кін. «Громадянське суспільство: старі образи, нові бачення» — К.: К. І. С., 2000
- Пітер Берк «Популярна культура в ранньомодерній Европі» (пер. у співавт.). — К.: УЦКД, 2001
- Джеймс Лалл. «Мас-медіа, комунікація, культура». — К.: К. І. С., 2002
- Ендрю Вілсон «Українці: несподівана нація» (у співавт. з Н. Гончаренко). — К.: К. І. С., 2004

## Інше
Володів польською, англійською мовами.
Захоплення: книжки, блюзова музика.